# Lars Grarup
Lars Grarup (født 28. april 1959 i Tølløse) er en dansk journalist, og tidligere  chefredaktør for Politiken.
Grarup var efter studentereksamen i 1979 aktiv i BZ-bevægelsen og Socialistisk Arbejderparti, som han var folketingskandidat for i begyndelsen af 1980'erne. Han blev i 1987 journalist fra Danmarks Journalisthøjskole, var i praktik på DR's kulturredaktion og kom som nyuddannet til DR TV som reporter og studievært. I 1989 blev han ansat på TV 2/Lorry som dokumentarjournalist, redaktør og souschef, og fra 1995-2000 var han programplanchef på TV 2/Danmark. Han kom derefter til DR som chef for DR1. I 2004 blev han tv-direktør i DR og fra 2006 mediedirektør, og havde således også ansvar for radio, internet og nye medier. Fra august 2010 til 2015 var han chefredaktør for Politiken sammen med Anne Mette Svane.
2004 blev han Ridder af Dannebrog.
Privat bor han på Østerbro med sin kone Pernille Grarup Hertz og har fire børn. 
 Der er for få eller ingen kildehenvisninger i denne artikel, hvilket er et problem. Du kan hjælpe ved at angive troværdige kilder til de påstande, som fremføres i artiklen.